# Paloș

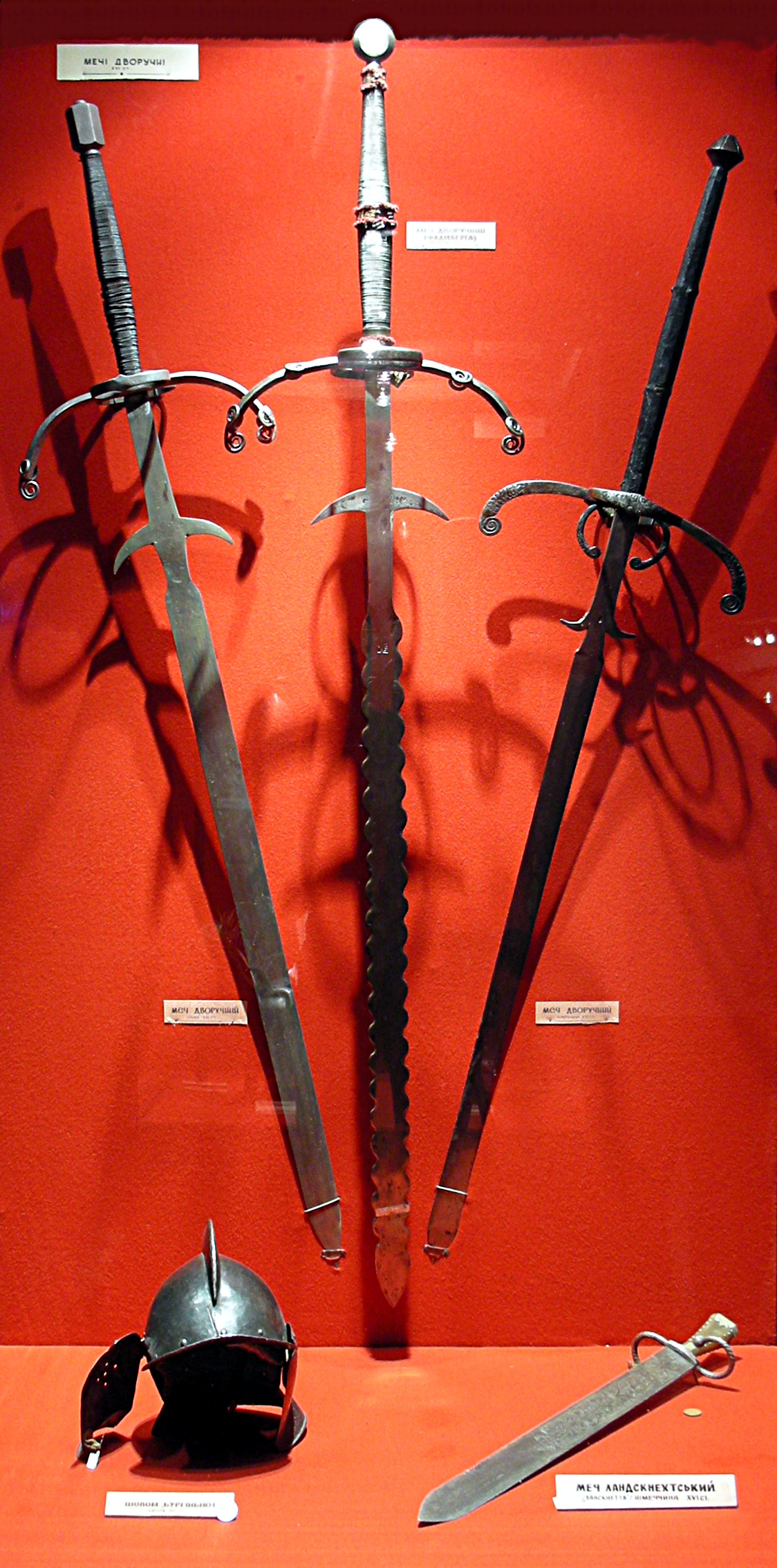

Paloșul (din maghiară pallos) este o sabie lată cu două tăișuri, adesea încovoiată spre vârf, care se folosea în trecut.
În limbajul curent, paloșul desemnează o spadă de dimensiuni mai mari.
În ceea ce privește terminologia diferitelor tipuri de spade medievale și premoderne, în limba română nu există întotdeauna corespondențe mulțumitoare. Astfel pentru spadele foarte grele ce se răspândesc mai ales în secolul XVI, așa-numitele Zweihänder, Bidehänder sau Flamberg (germană) respectiv Claymore (engleză) sau Espadon (spaniolă) se poate folosi doar "spadă mare pentru două mâini" cu adăugarea caracteristicilor speciale: cu lamă flambată, zimțată sau prevăzută cu pinteni. Termenul de paloș folosit uneori în limbajul curent pentru asemenea piese grele este impropriu, el desemnând, de fapt, o altă armă.
În fapt, între sabie și spadă există un hibrid mai rar întâlnit, denumit în germană „Säbelschwert” și desemnat în limba română cu termenul „paloș”, împrumutat probabil din limbile slave prin care acest cuvânt desemnează o armă sau un obiect pentru lovit. Acest tip de armă albă are lama dreaptă (uneori cu două tăișuri) și cu mânerul înclinat.
Piesa cea mai valoroasă a muzeului din Bastionul Țesătorilor din Brașov este paloșul de două mâini, descoperit în Cetatea Brasovia, datând din secolul al XIII-lea.